# Aeropuerto internacional de Santa Rosa de Copán (Honduras)
El Aeropuerto internacional de Santa Rosa de Copán (IATA: SDH, ICAO: MHSR) era un aeropuerto construido en la ciudad de Santa Rosa de Copán, municipio de Copán Departamento, en la república de Honduras.

## Historia
Con el empuje de la aviación nacional hondureña, el presidente general Rafael López Gutiérrez, promocionó la construcción de aeropuertos de tierra en el territorio nacional, en ese entonces las aeronaves que empezaron a volar los cielos hondureños en la década de los años 1930 eran unos aeroplanos trimotores y bimotores, el pasaje no costaba más de 30 Lempiras y por poco más de media hora o una hora de viaje los pasajeros estaban en sus destinos. La ciudad de Santa Rosa de Copán con una ubicación de los 3564 pies sobre el nivel del mar, no fue la excepción en ese tiempo de modernismo su aeropuerto se sitúa en una planicie en el sector noreste, barrio Miraflores, allí se construyó y habilitó una pista de unos 600 metros para el despeje y aterrizaje de las aeronaves, asimismo un edificio que servía de torre de control radial, una estación meteorológica y un bus para el traslado de personas. El aeropuerto estuvo utilizado por los aeroplanos C-47 de la Compañía TACA, y luego de las empresas hondureñas Transportes Aéreos Nacionales (TAN) y SAHSA. 
El 14 de julio de 1969, aeronaves de la FAS Fuerza Aérea Salvadoreña, despegaron de Ilopango con la misión de bombardear los aeropuertos hondureños en la denominada Guerra del Fútbol, la pista del aeropuerto de Santa Rosa sufrió ese bombardeo y quedó dañado severamente, asimismo recibió a aviones de transporte DC-3 con militares hondureños que provenientes de Tegucigalpa, se disponían a hacerle frente a los invasores salvadoreños, en tal fatídica guerra.
Desde la década de los setenta este aeropuerto fue convertido en helipuerto para el descenso de helicópteros militares y civiles, además controlado en su mayoría por la Fuerzas Armadas de Honduras, en su parte norte, se ha colonizado por pobladores y a la cual la Alcaldía Municipal ha tenido que reconocer como un Barrio Divina Providencia.
El aeropuerto también es conocido como “Campo aéreo Miraflores” y “Campo Sahsa”. 

### Actualidad
En fecha 10/2007 el Google Earth Historical muestra una imagen donde estuvo localizado este aeropuerto en la mitad occidental de Honduras y que cubría 710 metros (2,330 ft) de pavimento. Las imágenes aéreas actuales muestran la pasarela que estaba construida y las viviendas cercanas.